# Nesachbit
Nesachbit – regent w Mendes, ojciec Hornachta I.